# Fains

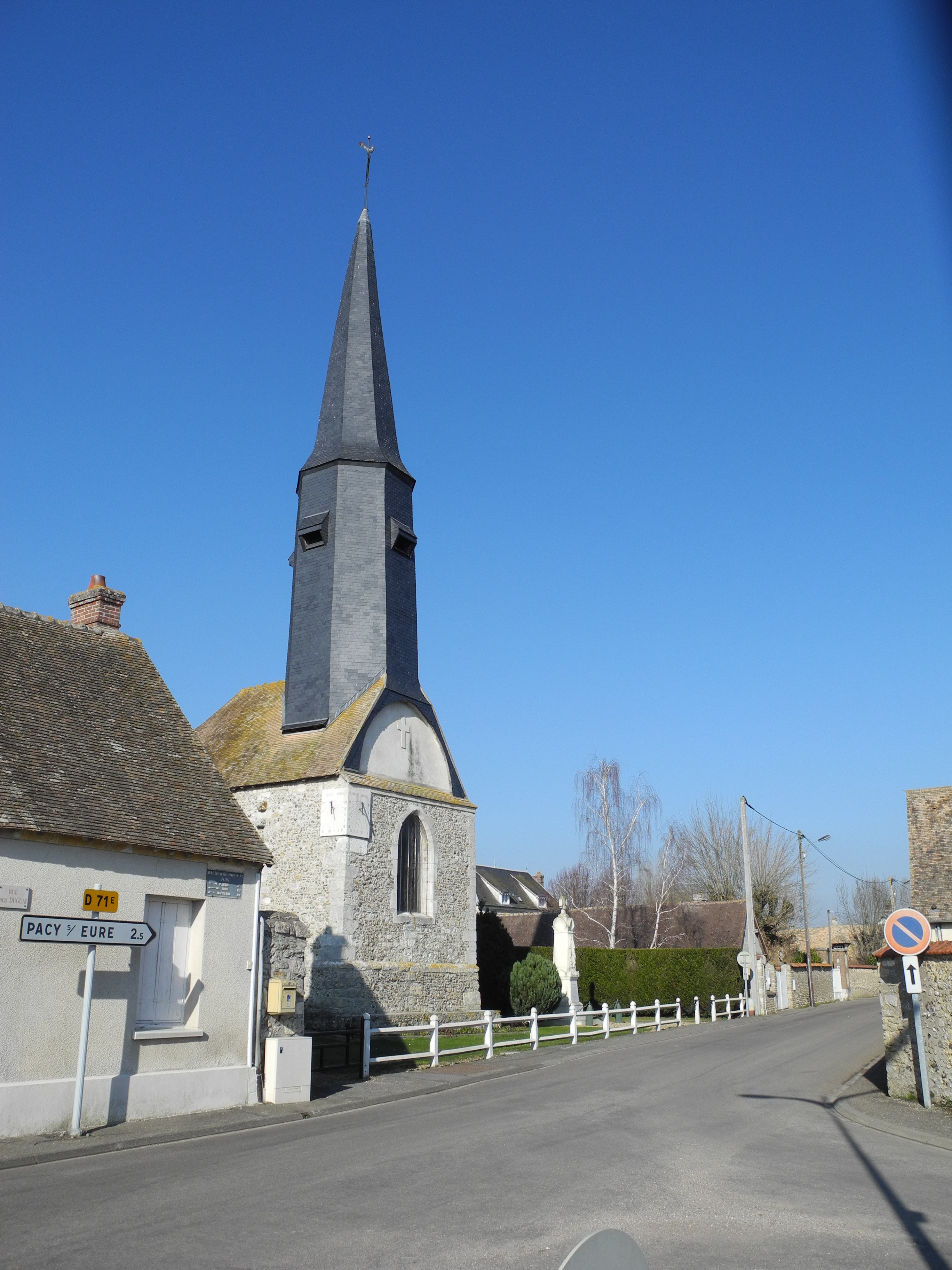
Kerk

Fains is een gemeente in het Franse departement Eure (regio Normandië) en telt 327 inwoners (1999). De plaats maakt deel uit van het arrondissement Évreux.

## Geografie
De oppervlakte van Fains bedraagt 3,8 km², de bevolkingsdichtheid is 86,1 inwoners per km².
De onderstaande kaart toont de ligging van Fains met de belangrijkste infrastructuur en aangrenzende gemeenten.

## Demografie
Onderstaande figuur toont het verloop van het inwonertal (bron: INSEE-tellingen).